# 国道427号

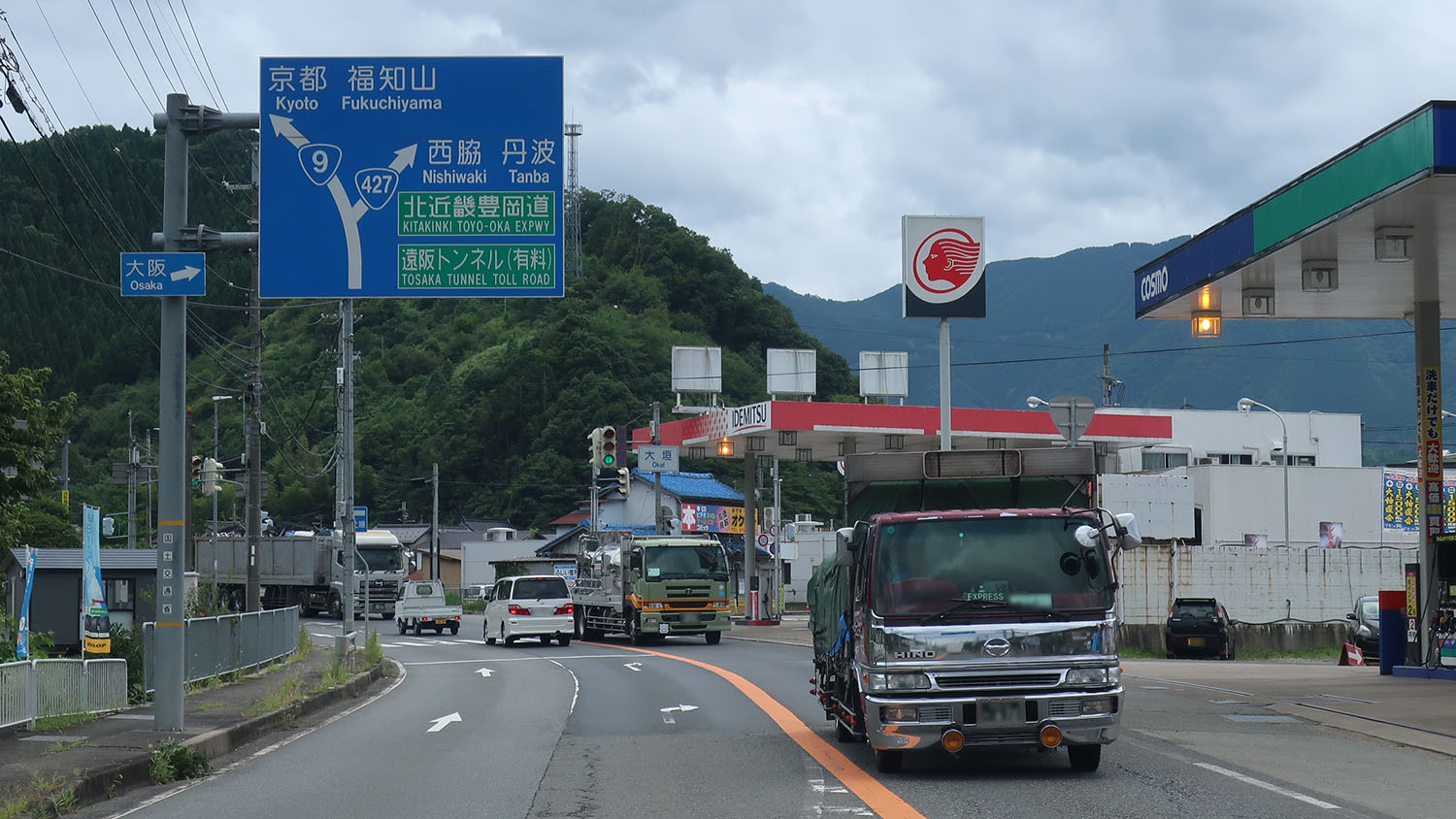
国道427号 終点
兵庫県朝来市 大垣交差点

国道427号（こくどう427ごう）は、兵庫県明石市から西脇市を経て朝来市に至る一般国道である。

## 概要
西脇市以南の地域は国道175号との重複となっており、事実上は、西脇市と朝来市を結ぶ国道となっている。

### 路線データ
一般国道の路線を指定する政令に基づく起終点および重要な経過地は次のとおり。
- 起点：明石市（和坂交差点 = 国道2号交点、国道175号起点）[注釈 2]
- 終点：兵庫県朝来郡山東町[注釈 3]（朝来市山東町大垣、大垣交差点 = 国道9号交点）
- 重要な経過地：神戸市、三木市、小野市、兵庫県加東郡社町[注釈 4]、西脇市、同県氷上郡青垣町[注釈 5]
- 総延長 : 59.1 km[2][注釈 6]
- 重用延長 : なし[2][注釈 6]
- 未供用延長 : なし[2][注釈 6]
- 実延長 : 59.1 km[2][注釈 6]
  - 現道 : 59.1 km[2][注釈 6]
  - 旧道 : 0.0 km[2][注釈 6]
  - 新道 : なし[2][注釈 6]
- 指定区間：国道175号と重複する区間（明石市・和坂交差点（起点） - 西脇市・上戸田南交差点[注釈 7]）[3]

## 歴史
- 1954年（昭和29年）1月20日 - 主要地方道西脇和田山線を指定。
- 1971年（昭和46年）7月1日 - 兵庫県主要地方道8号西脇和田山線となる。
- 1977年（昭和52年）5月27日 - 遠阪トンネル有料道路開通。
- 1982年（昭和57年）4月1日 - 兵庫県明石市から兵庫県朝来郡山東町（現在の朝来市）を結ぶ一般国道427号を指定施行（1981年4月30日に出された政令第153号による）。
- 1993年（平成5年）
  - 4月1日 - 遠阪トンネル有料道路が国道483号に指定され、重複区間となる。
  - 12月 - 播州トンネル開通。
- 2006年（平成18年）7月22日 - 遠阪トンネル有料道路は自動車専用道路である国道483号北近畿豊岡自動車道の一部となり、国道427号の指定を外され国道483号単独区間となる。

## 路線状況

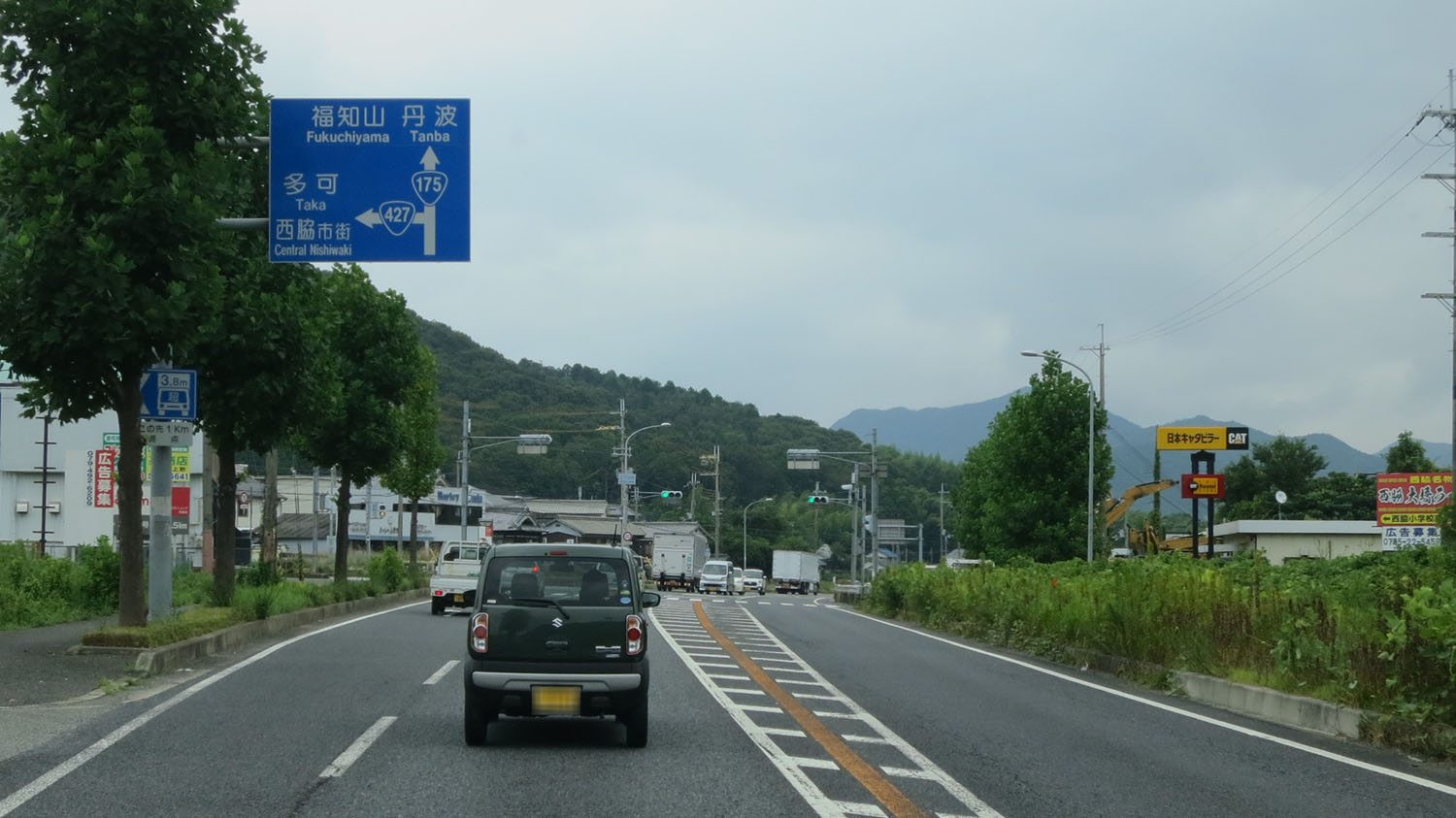
国道175号（重複区間）との分岐
兵庫県西脇市上戸田

兵庫県明石市和坂交差点から同県西脇市上戸田交差点までは国道175号との重複であり、実質的な起点は西脇市である。播磨地方から丹波地方を縦断し、但馬地方まで至る国道である。

### 別名
- 丹波の森街道[注釈 8]

### バイパス
- 曽我井バイパス

兵庫県多可郡多可町中区曽我井から同区糀屋までの1.760 kmの区間であり、当時の現道である当道が歩道かつ道路幅が狭いことで大型車の通行が困難であることかつ交通量の増加により、事業を開始し、整備が進められている。1999年（平成11年）度から2車線の歩道の道路の整備を開始し、2009年（平成21年）4月26日にそのうちの0.8 kmが開通した。それまで使われていた道は多可町道に降格された。
- 豊部バイパス

多可郡多可町加美区豊部地内の1.7 km。2020年（令和2年）度に事業化し、2022年（令和4年）6月4日に開通。

### 重複区間
- 国道175号（明石市・和坂交差点（起点） - 西脇市・上戸田南交差点：41.3 km）
- 国道429号（丹波市青垣町大名草 - 丹波市青垣町中佐治）

### 道の駅
- みき（三木市、国道175号重複区間内）
- 山田錦発祥のまち・多可（多可郡多可町）
- 杉原紙の里・多可（多可郡多可町）

## 地理

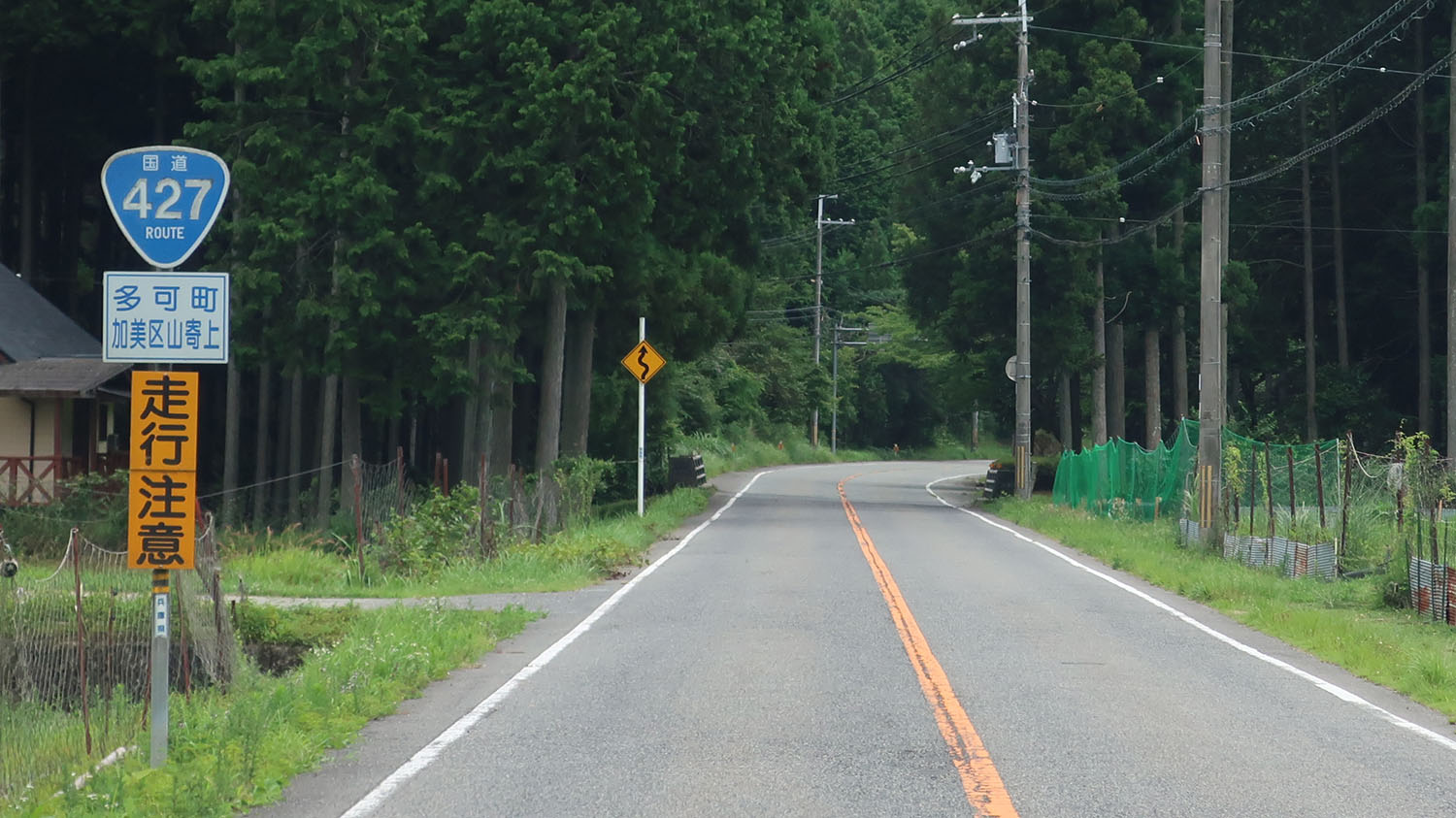
兵庫県多可郡多可町加美区
(2019年8月撮影)

### 通過する自治体
- 兵庫県
  - 明石市 - 神戸市（西区） - 三木市 - 小野市 - 加東市 - 西脇市 - 多可郡多可町 - 丹波市 - 朝来市

### 交差する道路
| 交差する道路                                                                  | 市町村名 | 市町村名 | 交差する場所             | 交差する場所                |
| ----------------------------------------------------------------------------- | -------- | -------- | ------------------------ | --------------------------- |
| 国道2号 国道175号 重複区間起点 兵庫県道377号野村明石線 重複区間起点           | 明石市   | 明石市   | 和坂稲荷町               | 和坂交差点 / 起点           |
| 兵庫県道21号神戸明石線                                                        | 神戸市   | 西区     | 森友4丁目                | 森友交差点                  |
| 兵庫県道377号野村明石線 重複区間終点                                          | 神戸市   | 西区     | 玉津町出合               | 玉津大橋交差点              |
| E93 第二神明道路                                                              | 神戸市   | 西区     | 玉津町小山（こやま）     | 玉津インター交差点 6 玉津IC |
| 兵庫県道83号平野三木線                                                        | 神戸市   | 西区     | 平野町西戸田             | 西戸田交差点                |
| 国道175号 / 神出旧道 国道427号 / 神出旧道                                     | 神戸市   | 西区     | 神出町田井               |                             |
| 兵庫県道65号神戸加古川姫路線 重複区間起点                                     | 神戸市   | 西区     | 神出町田井               |                             |
| 兵庫県道378号六分一神出線                                                     | 神戸市   | 西区     | 神出町田井               | 田井西交差点                |
| 兵庫県道65号神戸加古川姫路線 重複区間終点 兵庫県道65号神戸加古川姫路線 / 旧道 | 神戸市   | 西区     | 神出町北                 | 神出町北交差点              |
| 国道175号 / 神出旧道 国道427号 / 神出旧道                                     | 神戸市   | 西区     | 神出町小束野（こそくの） | 小束野南交差点              |
| 兵庫県道513号三木環状線 兵庫県道514号志染土山線                               | 三木市   | 三木市   | 別所町小林               | 小林交差点                  |
| 兵庫県道20号加古川三田線 兵庫県道23号三木宍粟線 / 高木末広バイパス            | 三木市   | 三木市   | 別所町高木               | [ 注釈 9 ]                  |
| 兵庫県道360号正法寺三木停車場線                                               | 三木市   | 三木市   | 大村                     | バイパス大村交差点          |
| E2 山陽自動車道                                                               | 三木市   | 三木市   | 鳥町                     | 4 三木小野IC                |
| 兵庫県道23号三木宍粟線                                                        | 小野市   | 小野市   | 樫山町                   | 樫山交差点                  |
| 兵庫県道23号三木宍粟線 重複区間起点                                           | 小野市   | 小野市   | 市場町                   | 市場東交差点                |
| 兵庫県道81号小野香寺線 兵庫県道353号大畑小野線                                | 小野市   | 小野市   | 天神町                   | 天神町交差点                |
| 兵庫県道23号三木宍粟線 重複区間終点 兵庫県道75号小野藍本線                    | 小野市   | 小野市   | 浄谷町（きよたにちょう） | 浄谷町中交差点              |
| 兵庫県道352号住吉住永線                                                       | 小野市   | 小野市   | 久保木町                 | 久保木町交差点              |
| 兵庫県道18号加古川小野線 兵庫県道567号東古瀬穂積線                            | 小野市   | 小野市   | 古川町                   | 中古瀬（なかこせ）南交差点  |
| 兵庫県道18号加古川小野線 兵庫県道567号東古瀬穂積線                            | 加東市   | 加東市   | 東古瀬（ひがしごせ）     | 中古瀬（なかこせ）南交差点  |
| 兵庫県道351号大門小田線                                                       | 加東市   | 加東市   | 沢部                     | 沢部交差点                  |
| 兵庫県道350号松尾青野ヶ原停車場線                                             | 加東市   | 加東市   | 出水（いずみ）           | 出水交差点                  |
| 国道372号                                                                     | 加東市   | 加東市   | 田中                     | 田中交差点                  |
| 兵庫県道17号西脇三田線 兵庫県道567号東古瀬穂積線                              | 加東市   | 加東市   | 穂積                     | 滝野インター入口交差点      |
| E2A 中国自動車道                                                              | 加東市   | 加東市   | 北野                     | 8 滝野社IC                  |
| 兵庫県道294号黒田庄多井田線                                                   | 加東市   | 加東市   | 多井田（おいだ）         | 闘竜灘東交差点              |
| 兵庫県道294号黒田庄多井田線 重複区間起点                                      | 加東市   | 加東市   | 曽我                     | 曽我交差点                  |
| 兵庫県道144号西脇口吉川神戸線 重複区間起点                                    | 西脇市   | 西脇市   | 高松町                   | 高松交差点                  |
| 兵庫県道294号黒田庄多井田線 重複区間終点                                      | 西脇市   | 西脇市   | 高松町                   | [ 注釈 10 ]                 |
| 兵庫県道294号黒田庄多井田線 兵庫県道347号和布西脇線                           | 西脇市   | 西脇市   | 和布町（わぶちょう）     | [ 注釈 11 ]                 |
| 兵庫県道294号黒田庄多井田線                                                   | 西脇市   | 西脇市   | 堀町                     | [ 注釈 12 ]                 |
| 国道175号 重複区間終点                                                        | 西脇市   | 西脇市   | 上戸田                   | 上戸田南交差点              |
| 兵庫県道17号西脇三田線 兵庫県道54号西脇停車場線                               | 西脇市   | 西脇市   | 上野                     | 上野交差点                  |
| 兵庫県道144号西脇口吉川神戸線 重複区間終点 兵庫県道346号郷の瀬野村線          | 西脇市   | 西脇市   | 郷瀬町（ごのせちょう）   | 春日橋東詰交差点            |
| 兵庫県道297号津万井西田線                                                     | 西脇市   | 西脇市   | 西田町                   | 西田町交差点                |
| 兵庫県道144号西脇口吉川神戸線 兵庫県道296号中安田市原線                       | 西脇市   | 西脇市   | 市原町                   | 市原東交差点                |
| 兵庫県道24号多可北条線                                                        | 多可郡   | 多可町   | 中区糀屋（こうじや）     | 糀屋交差点                  |
| 兵庫県道86号多可柏原線 / 別線                                                 | 多可郡   | 多可町   | 中区茂利（しげり）       |                             |
| 兵庫県道86号多可柏原線 兵庫県道295号八千代中線                                | 多可郡   | 多可町   | 中区奥中                 | 奥中交差点                  |
| 兵庫県道8号加美宍粟線                                                         | 多可郡   | 多可町   | 加美区寺内               | 寺内交差点                  |
| 兵庫県道293号門村山南線                                                       | 多可郡   | 多可町   | 加美区門村               |                             |
| 兵庫県道78号丹波加美線                                                        | 多可郡   | 多可町   | 加美区西山               |                             |
| 国道429号 重複区間起点                                                        | 丹波市   | 丹波市   | 青垣町大名草（おなざ）   |                             |
| 兵庫県道276号檜倉山東線                                                       | 丹波市   | 丹波市   | 青垣町桧倉（ひのくら）   |                             |
| 兵庫県道7号青垣柏原線                                                         | 丹波市   | 丹波市   | 青垣町小倉（おぐら）     | 小倉交差点                  |
| 国道429号 重複区間終点                                                        | 丹波市   | 丹波市   | 青垣町中佐治             |                             |
| 兵庫県道・京都府道707号小坂青垣線                                             | 丹波市   | 丹波市   | 青垣町遠阪（とおざか）   |                             |
| E72 北近畿豊岡自動車道                                                        | 丹波市   | 丹波市   | 青垣町遠阪               | 遠阪ランプ                  |
| E72 北近畿豊岡自動車道                                                        | 朝来市   | 朝来市   | 山東町一品（いっぽう）   | 山東IC                      |
| 兵庫県道275号粟鹿早田線                                                       | 朝来市   | 朝来市   | 山東町早田（わさだ）     | 古田交差点                  |
| 兵庫県道136号浅野山東線                                                       | 朝来市   | 朝来市   | 山東町末歳（まっさい）   |                             |
| 国道9号                                                                       | 朝来市   | 朝来市   | 山東町大垣（おおかい）   | 大垣交差点 / 終点           |
| 神出旧道                                                                      |          |          |                          |                             |
| 国道175号 国道427号                                                           | 神戸市   | 西区     | 神出町田井               |                             |
| 兵庫県道65号神戸加古川姫路線                                                  | 神戸市   | 西区     | 神出町田井               | 田井南交差点                |
| 兵庫県道65号神戸加古川姫路線 / 旧道 兵庫県道378号六分一神出線                 | 神戸市   | 西区     | 神出町田井               | 田井交差点                  |
| 国道175号 国道427号                                                           | 神戸市   | 西区     | 神出町小束野             | 小束野南交差点              |

## ギャラリー

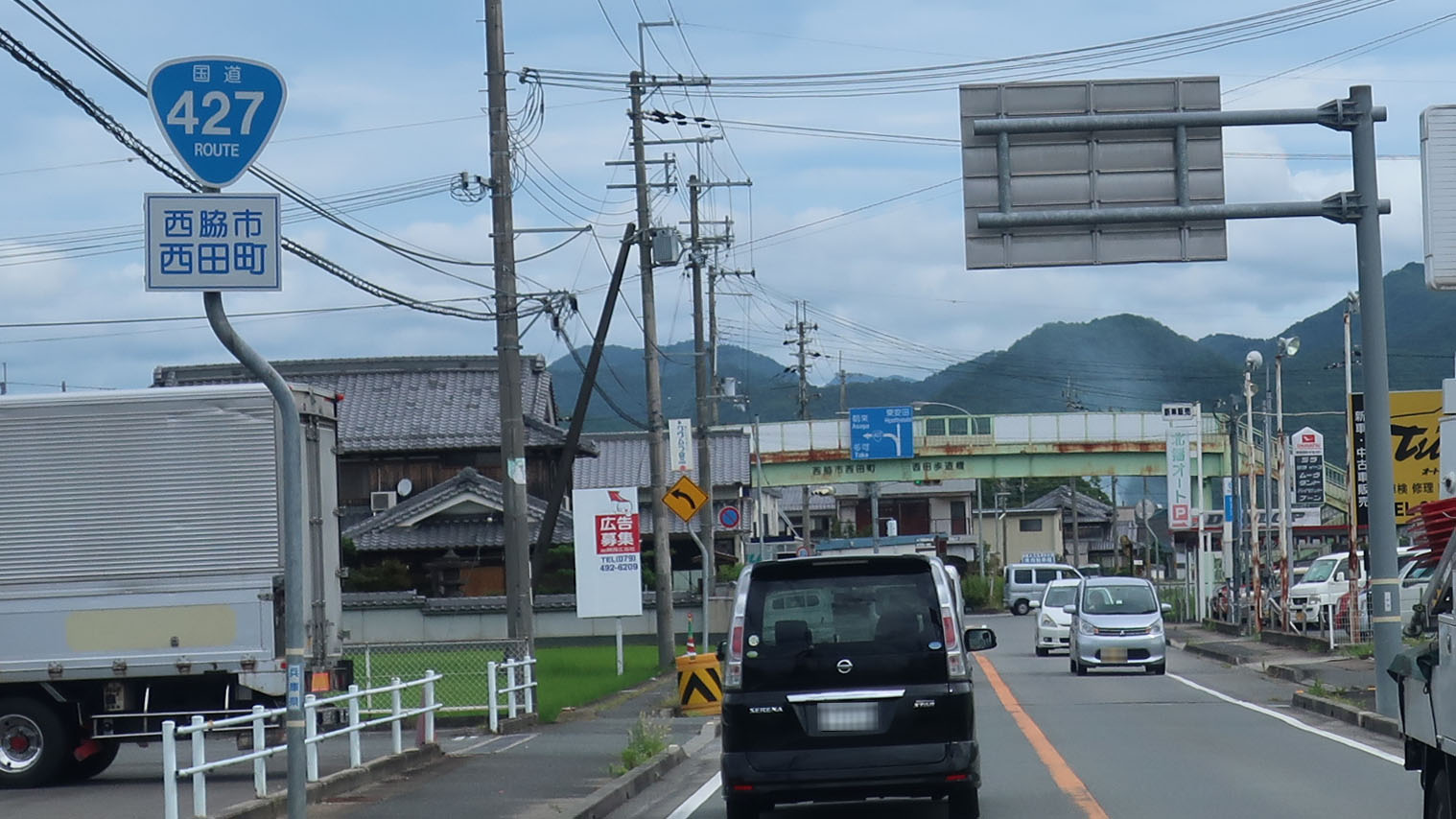
兵庫県西脇市西田町
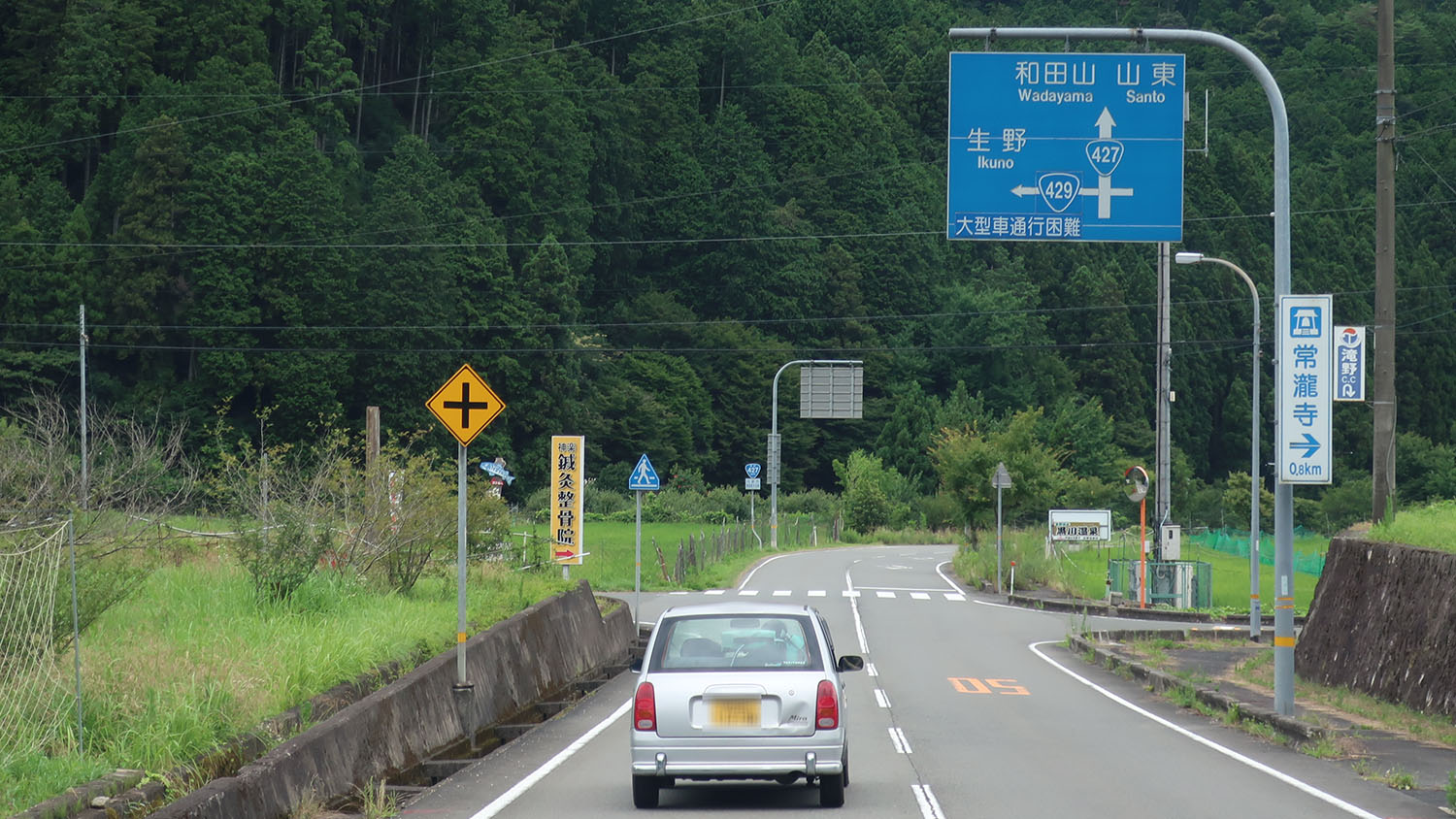
国道429号との分岐 兵庫県丹波市青垣町
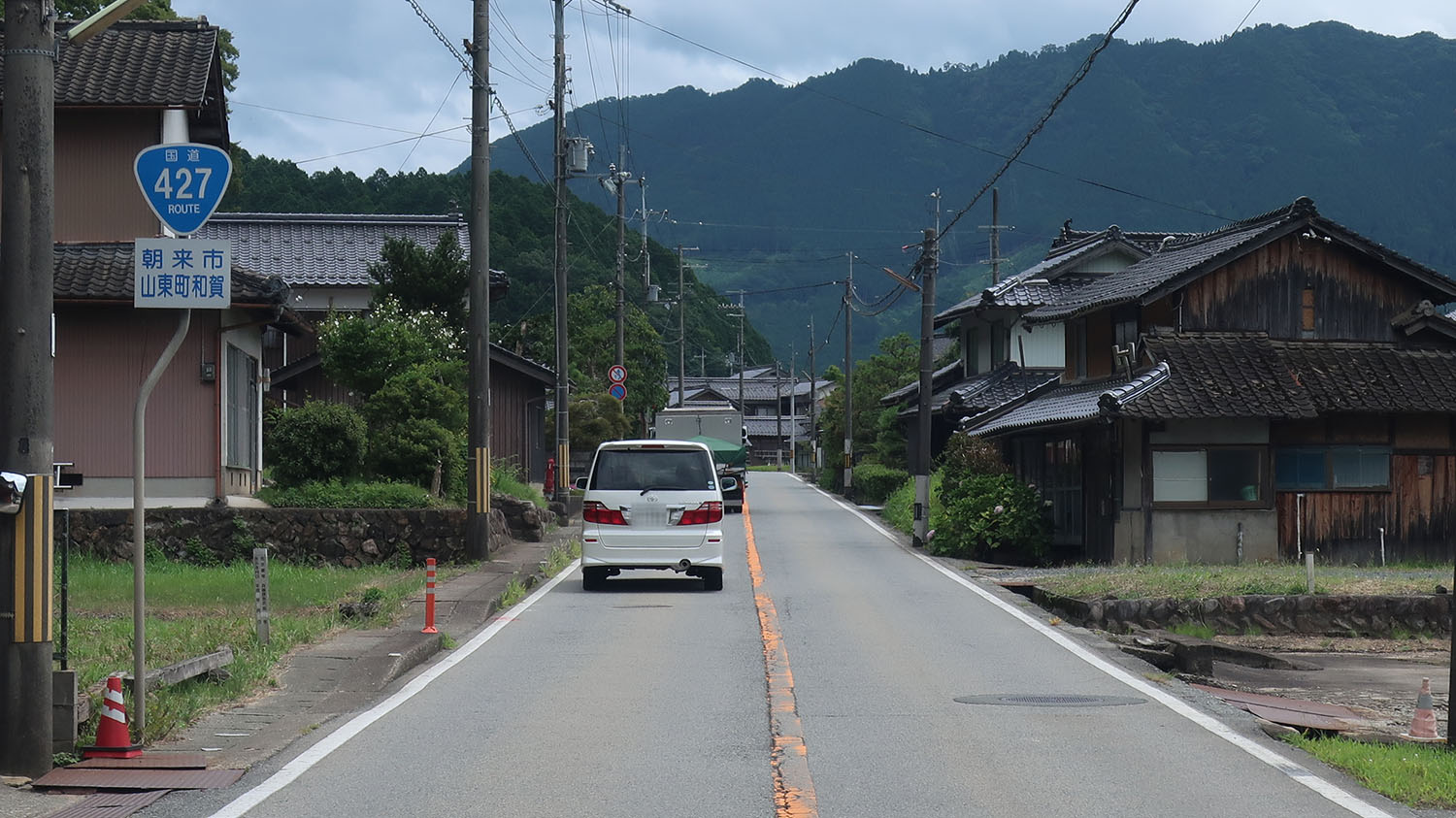
兵庫県朝来市山東町